# Kamienica Pod czterema Złotymi Aniołami we Wrocławiu
Kamienica Pod czterema Złotymi Aniołami – dawna kamienica o średniowiecznym rodowodzie znajdująca się przy ul. św. Mikołaja 31 we Wrocławiu.
Ulica św. Mikołaja była jedną z najważniejszych i najstarszych arterii Starego Miasta łącząca Rynek z zewnętrzną Bramą Mikołajewską. W XVII wieku właściciele kamienic znajdujących się przy tej ulicy stanowili kolebkę dla nadchodzących zmian stylistycznych i podejmowali próby przekształcenia wyglądu kamienic z tradycyjnych manierystycznych ram w nowe barokowe formy. Wśród właścicieli kamienic znajdowali się budowniczowie i kamieniarze, m.in. Dawid Roch Starszy, Adam Karinger, Johann Baptista Linberg czy Urban Rauscher. 

## Historia kamienicy
Pierwsza murowana gotycka kamienica na działce nr 31 została wzniesiona w okresie późnego średniowiecza. Pod koniec XVII wieku została przebudowana, a jej fasadzie nadano wczesnobarokowy wygląd. Pozostałością nawiązująca do wcześniejszej budowli był manierystyczny falujący szczyt oraz obramienia okien z umieszczoną w nadprożach dekoracją w postaci girlandów. Nowym elementem barokowym, który pojawił się na szczycie kamienicy, była wykonana w głębokim reliefie płaskorzeźba wyobrażająca Atlasa. Trzykondygnacyjna kamienica posiadała trzyosiową elewację zakończoną dwukondygnacyjnym i dwuosiowym w części dolnej szczytem. Wejście do sieni znajdowało się w skrajnej osi zachodniej i zaakcentowane było portalem flankowanym toskańskimi pilastrami podtrzymującymi trójkątny tympanonem z przerwanym dolnym gzymsem. Kolejnym elementem barokowym były flankujące fasadę dwa pilastry kompozytowe oraz rzadko spotykane we wrocławskiej architekturze barokowej zastosowanie kanelowanych pilastrów. Podobne zastosowanie pilastrów miało miejsce w kamienicy Rynek 50, na elewacji Domu Maltzanów przy ulicy Łaciarskiej 2.  
W czasie przebudowy zmienił się również plan domu – z dwutraktowego przekształcono go w trzytraktową kamienicę z klatką schodową i pomieszczeniami kuchennymi umieszczonymi w trakcie środkowym.      
W 1730 roku w tympanonie umieszczono tablicę z datą „1730" podtrzymywaną przez cztery putta nawiązujące do nazwy kamienicy oraz dodano dekorację zwornika portalu. 
Kamienica została zniszczona podczas działań wojennych w 1945 roku.  